# Phyllanthus viridis
Phyllanthus viridis är en emblikaväxtart som beskrevs av Marcus Eugene Jones. Phyllanthus viridis ingår i släktet Phyllanthus och familjen emblikaväxter. Inga underarter finns listade i Catalogue of Life.